# Bactrocera jarvisi
Bactrocera jarvisi is een vlieg uit de familie van de boorvliegen (Tephritidae) en komt voor in het noorden van Australië waar hij voornamelijk op mangoplanten parasiteert. De wetenschappelijke naam is voor het eerst geldig beschreven door Tryon in 1927. 

## Kenmerken
Volwassen exemplaren van Bactrocera jarvisi zijn geel tot oranjebruin gekleurd en er lopen laterale strepen over het scutum. De soort heeft gezichtsvlekken. Een volwassen exemplaar is gemiddeld tussen de acht en tien millimeter lang. Op het kopstuk staan twee antenne die ieder uit twee segmenten zijn opgebouwd. De volwassen larve van Bactrocera jarvisi zijn in staat op te springen. 

## Verspreiding
Bactrocera jarvisi is endemisch in Australië waar die soort officieel als plaagdier beschouwd wordt. Het verspreidingsgebied van de soort beslaat het gebied van Kaap York tot Sydney en van Arnhemland tot aan Broome.

## Symptomen
Wanneer Bactrocera jarvisi op een plant parasiteert, kan deze ziekteverschijnselen vertonen. Fruit kan verkleuren, last krijgen van schimmelvorming maar het fruit kan ook sporen van vraat vertonen. Het kan zichtbaar zijn dat de soort zich in het stuk fruit geegeten heeft en het fruit kan zwart of bruin verkleuren. Tevens kan de geur van het fruit veranderen.